# Rebelión de Siquisique
La rebelión de Siquisique fue un evento militar sucedido el 15 de marzo de 1812, durante la expedición a Venezuela del Capitán de fragata Domingo de Monteverde, quien se hizo con el control de la villa poco después.

## Antecedentes
La campaña de Coro impidió al gobierno realista de Maracaibo, dirigido por el brigadier Fernando Miyares, lanzar su proyectada ofensiva al centro de Venezuela. El 19 de abril de 1810, el brigadier fue nombrado capitán general por el Consejo de Regencia de España e Indias, siendo reconocido como tal por los gobiernos de Maracaibo (23 de julio), Coro (11 de agosto) y Guayana (7 de marzo del año siguiente). En tanto, el 2 de marzo de 1811 se instaló el Primer Congreso Nacional de Venezuela, que el 5 de julio declaró la independencia y la Primera República de Venezuela, lo que llevó a revueltas en Valencia y Caracas; de hecho, en cada una de las siete provincias hubo núcleos monárquicos alzados.
Entre 1810 y 1812 los monárquicos fueron incapaces de avanzar al centro del país. A mediados de 1811, durante la rebelión de Valencia, el periodista realista José Domingo Díaz se lamentaba de la incapacidad del gobierno de Miyares de poder ayudar a los monárquicos alzados: «Los valientes valencianos se vieron en la lucha abandonados á sí mismos: los de Puerto-Cabello se quedaron pasivos espectadores del acontecimiento; y 2000 hombres que mandaba el gobierno de Maracaibo, estaban muy distantes para llegar oportunamente á su socorro». Se desarrolló un equilibrio de fuerzas entre ambos, donde los monárquicos no podían llegar hasta Valencia ni los rebeldes tomar Coro. Fue la llegada de refuerzos regulares desde Puerto Rico lo que cambió la situación, el primero enviado el 27 de noviembre de 1810 y compuesto por seis oficiales y 150 fusiles con rumbo a Coro. En el otoño e invierno de 1811-1812, los realistas vivieron una gran actividad al recibir ayuda puertorriqueña. Además, en ese mismo período de levantaron por todo el Occidente venezolano y los Llanos del Orinoco infinidad de guerrillas monárquicas (cuyo dominio de esas regiones quedó asegurado cuando Monteverde tomó Barquisimeto).

## Campaña
El 8 de febrero de 1812, desembarcó en La Vela de Coro el capitán de fragata Domingo de Monteverde con una compañía de marina compuesta por 3 oficiales y 120 soldados. Se ganó la confianza y el apoyo del coronel José Ceballos, gobernador de Coro, partiendo de la villa el 10 de marzo con el sacerdote Andrés Torrellas y 200 hombres con rumbo a Siquisique; apenas tenían 4 caballos.
Desde fines de febrero, el capitán urbano de los naturales de Siquisique, Juan de los Reyes Vargas, había comunicado a través del vecino León Cordero su desafección de la causa independentista y contactado con Torrellas, párroco de Siquisique, y alza dos compañías, unos 200 fusileros y 100 flecheros, principalmente indios, dejando sin mando al capitán Pedro León Torres, quien estaba encargado de defender el pueblo. El republicano tenía una tropa de 130 a 150 hombres que sus enemigos logran sublevar. Torres estaba en su campamento de Copaya cuando se enteró de la revuelta de Reyes Vargas y partió a Siquisique, dejando a cargo a Juan Segundo Riera; otros dicen que estaba en el pueblo escuchando misa en el templo o en la plaza entrenando nuevos reclutas, preparándose para salir al paso de Monteverde. El capitán republicano es arrestado junto al Justicia Mayor, teniente Manuel Pacheco, el teniente Vicente García, el cabo N. Yahire y el soldado Tiburcio Mendoza.
Se proclamó lealtad a Fernando VII de España y sin esperar la llegada de Monteverde, Reyes Vargas dejó una pequeña guarnición a cargo de su padre, el canario José Manuel Santelíz, y salió con 100 fusileros y 50 flecheros en dirección a Carora, ocupando el pueblo de Río del Tocuyo, pero no avanza más por miedo a ser atacado por la guarnición republicana de Carora. Río del Tocuyo, población saqueada de inmediato por los monárquicos, estaba a dos leguas de Siquisique y a catorce de Carora, Reyes Vargas deja una guarnición de 50 fusileros y vuelve a Siquisique para reunirse con el canario Monteverde.

## Consecuencias
El 17 de marzo, Monteverde entra en el pueblo sin resistencia y recluta 500 hombres para avanzar al centro del país, pues al pueblo empezaron a acudir multitudes de indios entusiastas por tomar las armas en favor del rey. El oficial canario fue recibido por los indígenas, reunido por Reyes Vargas y Torrellas, entre aplausos, vivas al rey y una misa. Siquisique fue proclamada «Leal Villa» por la Regencia española.

### Estudios de la época
- Blanco, José Félix; Ramón Azpurúa (1876). Documentos para la historia de la vida pública del libertador de Colombia, Perú y Bolivia: Puestos por orden cronológico, y con adiciones y notas que la ilustran III. Caracas: Imprenta La Opinión Nacional.
- De Urquinaona y Pardo, Pedro (1820). Documentada del origen y progresos del trastorno de las Provincias de Venezuela hasta la exoneración del Capitán General Don Domingo de Monteverde. Primera parte. Madrid: Imprenta Nueva.
- Díaz, José Domingo (1829). Recuerdos sobre la rebelión de Caracas. Madrid: Imprenta de D. León Amarita.
- González Chávez, Nicolás (1879). Estudio cronológico de la guerra de la independencia de la antigua Colombia: Primera parte: Hechos militares I. París: A. Lahure.
- Mac-Pherson, Telasco A. (1883). Diccionario histórico, geográfico, estadístico y biográfico del estado Lara. Puerto Cabello: J. A. Segrestáa.
- Restrepo, José Manuel (1858). Historia de la revolución de República de Colombia en la América meridional II. Besazón: Imprenta de José Jacquin.

### Moderna
- Altez, Rogelio (2006). El desastre de 1812 en Venezuela: sismos, vulnerabilidades y una patria no tan boba. Caracas: Universidad Católica Andrés Bello. ISBN 9789802444687.
- Bracho Palma, Jairo Axel (2005). La defensa marítima en la Capitanía General de Venezuela, 1783-1813. Caracas: Instituto Nacional de los Espacios Acuáticos e Insulares.
- De Madariaga, Salvador (1975). Bolívar. Tomo I. Buenos Aires: Sudamericana.
- De Ramón, Armando; Juan Ricardo Couyoumdjian & Samuel Vial (1993). Historia de América: Ruptura del viejo orden hispanoamericano. Santiago: Andrés Bello. ISBN 978-9-56131-126-8.
- Esteves González, Edgar (2004). Batallas de Venezuela, 1810-1824. Caracas: El Nacional. ISBN 978-980-388-074-3.
- Febres Cordero, Julio (1973). El primer ejército republicano en la campaña de Coro. Caracas: Contraloría General de la República.
- Guevara Baro, Manuel (2007). Venezuela en el tiempo: Cronología desde la Conquista hasta la fundación de la República. Caracas: El Nacional. ISBN 9789803883584.
- Guzmán, Pedro (1967). Apuntaciones históricas del estado Zulia. Maracaibo: Dirección de Cultura de la Universidad del Zulia.
- Oropeza Vásquez, Luis (1974). Vida y sacrificio del general Pedro León Torres. Barquisimeto: Instituto Universitario Politécnico.
- Semprún, José & Alfonso Bullón de Mendoza Gómez de Valugera (1992). El ejército realista en la independencia americana. Madrid: Mapfre. ISBN 9788471005182.
- Vaamonde, Gustavo Adolfo (2008). Diario de una rebelión: Venezuela, Hispanoamérica y España: 19 de abril de 1810-5 de julio de 1811. Caracas: Fundación Empresas Polar. ISBN 9789803791858.

- Datos: Q116693728